# Kinsey (film)
Kinsey – film fabularny produkcji amerykańskiej z 2004 roku w reżyserii Billa Condona.

## Obsada
- Liam Neeson - Alfred Kinsey
- Benjamin Walker - 19-letni Alfred
- Matthew Fahey - 14-letni Alfred
- Will Denton - 10-letni Alfred
- Laura Linney – Clara McMillen
- Chris O’Donnell – Wardell Pomeroy
- Peter Sarsgaard – Clyde Martin
- Timothy Hutton – Paul Gebhard
- John Lithgow - Alfred Seguine Kinsey
- Tim Curry - Thurman Rice
- Oliver Platt - Herman B Wells
- Dylan Baker - Alan Gregg
- William Sadler - Kenneth Braun
- John McMartin - Huntington Hartford
- John Krasinski - Ben
- Lynn Redgrave - rozmówczyni
- Julianne Nicholson - Alice Martin
- Veronica Cartwright - Sara Kinsey
- Kathleen Chalfant - Barbara Merkle
- Heather Goldenhersh - Martha Pomeroy
- David Harbour - Robert Kinsey
- Judith J.K. Polson - Mildred Kinsey
- Leigh Spofford - Anne Kinsey
- Jenna Gavigan - Joan Kinsey
- Luke Macfarlane – Bruce Kinsey
- Bill Buell - dr Thomas Lattimore

## Fabuła
Film opowiada historię życia Alfreda Kinseya, jednego z najbardziej znanych i najbardziej kontrowersyjnych badaczy ludzkich zachowań seksualnych. Kinsey był z wykształcenia biologiem, który przez dziesięć lat prowadził badania na grupie jedenastu tysięcy osób w USA. W roku 1948 oraz 1953 opublikowany został Raport Kinseya. Podstawową tezą badacza było to, iż rzeczywiste zachowania seksualne znacznie różnią się od deklarowanych.

## Nagrody i wyróżnienia
- 2005: nominacja do Złotego Globu w kategorii najlepszy dramat
- 2005: nominacja do Złotego Globu w kat. najlepszy aktor w dramacie (Liam Neeson)
- 2005: nominacja do Złotego Globu w kat. najlepsza aktorka drugoplanowa (Laura Linney)
- 2005: nominacja do Oscara w kat. najlepsza aktorka drugoplanowa (Laura Linney)